# La Divine
Pour plus de détails, voir Fiche technique et Distribution.
La Divine (chinois : 神女 ; pinyin : Shén nǚ) est un film chinois réalisé par Wu Yonggang, sorti en 1934.

## Synopsis
Dans ce film muet, Ruan Lingyu joue le rôle d'une jeune mère qui, après s'être laissée séduire par les lumières de la grande ville de Shanghai, est contrainte de faire le trottoir. C'est ainsi qu'elle rencontre un chef de la pègre et un directeur d'école puritain, et qu'elle tente d'élever son petit garçon.

## Fiche technique
- Titre : La Divine
- Titre original : 神女 (Shen nu)
- Réalisation : Wu Yonggang
- Scénario : Wu Yonggang
- Pays d'origine : Chine
- Genre : Drame
- Durée : 85 minutes
- Couleur : Noir et blanc
- Son : Muet
- Société de production :Lianhua

## Distribution
- Ruan Lingyu
- Zhang Zhizhi
- Li Keng
- Jian Tian
- Li Junpan
- Tang Huaiqiu

## Autour du film
Ce film est souvent porté aux nues comme le pinacle du cinéma muet chinois.
En 1938, Wu Yonggang a réalisé un remake de son propre film sous le titre Le Fard et les Larmes, avec Hu Die.

## Musique

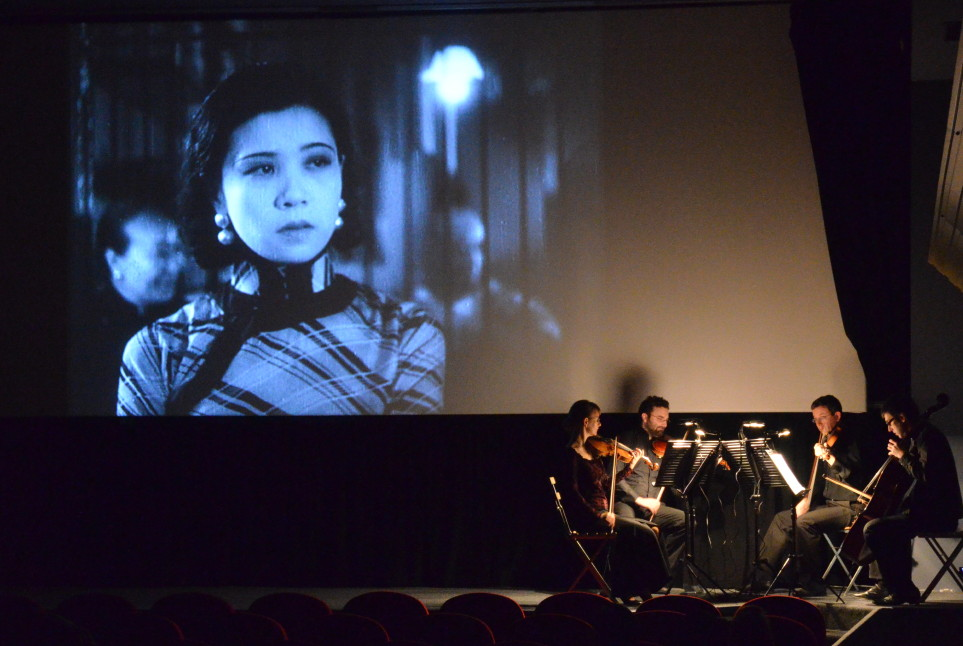
Le Quatuor Prima Vista accompagne "La Divine" en ciné-concert.

En 2010, Baudime Jam a composé une partition originale pour l'accompagnement en direct du film. Elle a été créée par le Quatuor Prima Vista au Festival du Cinéma Chinois de Paris ainsi que dans plusieurs Instituts Confucius, et interprétée en Chine dans le cadre du Festival Croisements.